# Ренату (футболіст, 1979)
Ренату Дірней Флоренчіо (порт. Renato Dirnei Florêncio, нар. 15 травня 1979, Санта-Мерчедес, Бразилія) — бразильський футболіст, півзахисник. По завершенню кар'єри — спортивний директор «Сантуса».
Виступав, зокрема, за клуби «Сантус» та «Севілья», а також національну збірну Бразилії.
Дворазовий володар Кубка Іспанії з футболу. Володар Суперкубка Іспанії з футболу. Дворазовий володар Кубка УЄФА. Володар Суперкубка УЄФА. У складі збірної — володар Кубка Америки. володар Кубка Конфедерацій. 

## Клубна кар'єра

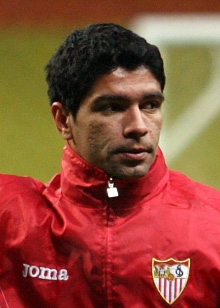
Ренату під час тренування «Севільї»

Народився 15 травня 1979 року в місті Санта-Мерчедес. Вихованець футбольної школи клубу «Гуарані» (Кампінас), в якому і розпочав дорослу футбольну кар'єру. В складі «Гуарані» взяв участь у 37 матчах чемпіонату.
Своєю грою за цю команду привернув увагу представників тренерського штабу клубу «Сантус», до складу якого приєднався 2000 року. Відіграв за команду з Сантуса наступні чотири сезони своєї ігрової кар'єри. Більшість часу, проведеного у складі «Сантуса», був основним гравцем команди.
2004 року уклав контракт з клубом «Севілья», у складі якого провів наступні сім років своєї кар'єри гравця. Граючи у складі «Севільї» також здебільшого виходив на поле в основному складі команди. За цей час двічі виборював титул володаря Кубка Іспанії з футболу, ставав володарем Суперкубка Іспанії з футболу, володарем Кубка УЄФА (двічі), володарем Суперкубка УЄФА.
Протягом 2011—2014 років захищав кольори команди клубу «Ботафогу».
До складу клубу «Сантус» повернувся 2014 року. Закінчив кар'єру 2018 року, відігравши за команду з Сантуса 114 матчів в національному чемпіонаті.

## Виступи за збірну
2003 року дебютував в офіційних матчах у складі національної збірної Бразилії. За свою кар'єру у формі головної команди країни провів 29 матчів, забивши 3 голи.
У складі збірної був учасником розіграшу Кубка Америки 2004 року у Перу, здобувши титул континентального чемпіона та розіграшу Кубка конфедерацій 2005 року у Німеччині, здобувши титул переможця турніру.

## Статистика виступів

### Статистика клубних виступів
| Сезон             | Команда           | Чемпіонат         | Чемпіонат | Чемпіонат | Національний кубок | Національний кубок | Національний кубок | Континентальні кубки | Континентальні кубки | Континентальні кубки | Інші змагання | Інші змагання | Інші змагання | Усього | Усього |
| Сезон             | Команда           | Ліга              | Ігор      | Голів     | Ліга               | Ігор               | Голів              | Ліга                 | Ігор                 | Голів                | Ліга          | Ігор          | Голів         | Ігор   | Голів  |
| ----------------- | ----------------- | ----------------- | --------- | --------- | ------------------ | ------------------ | ------------------ | -------------------- | -------------------- | -------------------- | ------------- | ------------- | ------------- | ------ | ------ |
| 1996              | «Гуарані»         | Серія А           | 3         | 0         | -                  | -                  | -                  | -                    | -                    | -                    | -             | -             | -             | 3      | 0      |
| 1997              | «Гуарані»         | Серія А           | 0         | 0         | -                  | -                  | -                  | -                    | -                    | -                    | -             | -             | -             | 0      | 0      |
| 1998              | «Гуарані»         | Серія А           | 12        | 1         | -                  | -                  | -                  | -                    | -                    | -                    | -             | -             | -             | 12     | 1      |
| 1999              | «Гуарані»         | Серія А           | 22        | 4         | -                  | -                  | -                  | -                    | -                    | -                    | -             | -             | -             | 22     | 4      |
| Усього «Гуарані»  | Усього «Гуарані»  | Усього «Гуарані»  | 37        | 5         |                    | -                  | -                  |                      | -                    | -                    |               | -             | -             | 37     | 5      |
| 2000              | «Сантус»          | Серія А           | 23        | 0         | -                  | -                  | -                  | -                    | -                    | -                    | -             | -             | -             | 23     | 0      |
| 2001              | «Сантус»          | Серія А           | 24        | 1         | -                  | -                  | -                  | -                    | -                    | -                    | -             | -             | -             | 24     | 1      |
| 2002              | «Сантус»          | Серія А           | 31        | 2         | -                  | -                  | -                  | -                    | -                    | -                    | -             | -             | -             | 31     | 2      |
| 2003              | «Сантус»          | Серія А           | 44        | 9         | -                  | -                  | -                  | -                    | -                    | -                    | -             | -             | -             | 44     | 9      |
| 2004              | «Сантус»          | Серія А           | 5         | 0         | -                  | -                  | -                  | -                    | -                    | -                    | -             | -             | -             | 5      | 0      |
| Усього «Сантус»   | Усього «Сантус»   | Усього «Сантус»   | 127       | 12        |                    | -                  | -                  |                      | -                    | -                    |               | -             | -             | 127    | 12     |
| 2004–05           | «Севілья»         | Прімера           | 33        | 3         | КІ                 | 0                  | 0                  | КУЄФА                | 7                    | 1                    | -             | -             | -             | 40     | 4      |
| 2005–06           | «Севілья»         | Прімера           | 21        | 1         | КІ                 | 0                  | 0                  | КУЄФА                | 9                    | 0                    | -             | -             | -             | 30     | 1      |
| 2006–07           | «Севілья»         | Прімера           | 33        | 4         | КІ                 | 1                  | 0                  | КУЄФА                | 8                    | 1                    | СУ            | 1             | 1             | 43     | 6      |
| 2007–08           | «Севілья»         | Прімера           | 28        | 4         | КІ                 | 4                  | 0                  | ЛЧ                   | 6                    | 2                    | СІ+СУ         | 2+1           | 2+1           | 41     | 9      |
| 2008–09           | «Севілья»         | Прімера           | 32        | 8         | КІ                 | 8                  | 0                  | КУЄФА                | 5                    | 2                    | -             | -             | -             | 45     | 10     |
| 2009–10           | «Севілья»         | Прімера           | 33        | 4         | КІ                 | 6                  | 1                  | ЛЧ                   | 5                    | 1                    | -             | -             | -             | 44     | 6      |
| 2010–11           | «Севілья»         | Прімера           | 24        | 2         | КІ                 | 3                  | 1                  | ЛЧ+ЛЄ                | 2+2                  | 0                    | СІ            | 1             | 0             | 32     | 3      |
| Усього «Севілья»  | Усього «Севілья»  | Усього «Севілья»  | 204       | 26        |                    | 22                 | 2                  |                      | 44                   | 7                    |               | 5             | 4             | 275    | 39     |
| 2011              | «Ботафогу»        | Серія А           | 28        | 1         | -                  | -                  | -                  | -                    | -                    | -                    | -             | -             | -             | 28     | 1      |
| 2012              | «Ботафогу»        | Серія А           | 26        | 0         | -                  | -                  | -                  | ПАК                  | 2                    | 1                    | -             | -             | -             | 28     | 1      |
| Усього «Ботафогу» | Усього «Ботафогу» | Усього «Ботафогу» | 54        | 1         |                    | -                  | -                  |                      | 2                    | 1                    |               | -             | -             | 56     | 2      |
| Усього за кар'єру | Усього за кар'єру | Усього за кар'єру | 422       | 44        |                    | 22                 | 2                  |                      | 46                   | 8                    |               | 5             | 4             | 495    | 58     |

### Статистика виступів за збірну
Станом на 4 листопада 2015
| Бразилія | Бразилія | Бразилія |
| Рік      | Матчі    | Голи     |
| -------- | -------- | -------- |
| 2003     | 4        | 0        |
| 2004     | 13       | 0        |
| 2005     | 11       | 0        |
| Total    | 28       | 0        |

## Титули і досягнення

### Командні
- Володар Кубка Іспанії з футболу (2):

«Севілья»:  2006-07, 2009-10
- Володар Суперкубка Іспанії з футболу (1):

«Севілья»:  2007
- Володар Кубка УЄФА (2):

«Севілья»:  2005-2006, 2006-2007
- Володар Суперкубка УЄФА (1):

«Севілья»:  2006

### Збірні
- Чемпіон Південної Америки (U-17) (1): 1995
- Володар Кубка Америки (1): 2004
- Володар Кубка конфедерацій (1): 2005

### Особисті
- Золотий м'яч Бразилії (Команда року) (1) : 2003